# Neocossyphus
Genre
Le genre Neocossyphus regroupe deux espèces d'oiseaux appartenant à la famille des Turdidae.

## Liste des espèces
D'après la classification de référence du Congrès ornithologique international (ordre phylogénique) :
- Néocossyphe à queue rousse — Neocossyphus rufus (Fischer & Reichenow, 1884)
- Néocossyphe à queue blanche — Neocossyphus poensis (Strickland, 1844)